# Ніна Гурфінкель
Ніна Гурфінкель (1900 р., Одеса, Російська імперія, нині Україна — 6 лютого 1984 року, Діжон, Франція) — французька письменниця, доктор літературних наук.

## Біографія
Ніна Гурфінкель народилася в 1900 році в єврейській родині лікаря в Одесі.. Під час революції 1917 року Ніна була студенткою Петроградського університету.
У 1925 році Ніна виїхала до Франції. Завдяки своїй багатомовності вона працювала секретарем, перекладачем. Була пов'язана з кількома паризькими єврейськими журналами. Є частиною Паризького відділення Всесвітнього єврейського конгресу, де вона протистоїть Альберту Коену, який є його лідером. Наприкінці 1930-х років жінка працювала в міжнародній прес-службі, що спеціалізувалася на документації про нацизм.
Коли Париж був окупований нацистською Німеччиною, Ніна Гурфінкель вирішила виїхати в Муасак, де вона жила в колонії іноземців. Потім вона поїхала до Тулузи і стала головою Комітету допомоги біженцям, Комітету допомоги єврейському населенню, фінансованого Сполученими Штатами. У 1941 році вона співпрацювала з доктором Джозефом Вайлем та абатом Гласбергом, росіянином єврейського походження, який став священиком.
За підрахунками Ніни Гурфінкель, через центри ДКА пройшло близько тисячі євреїв. З літа 1942 року становище євреїв у вільній зоні змінилося. Ніна Гурфінкель відкриває штаб-квартиру Комітету в Ліоні. Як єврейка, вона також повинна піти в підпілля. Під ім'ям Каміль-Мадлен Габель вона продовжувала отримувати кошти на допомогу. Ніна Гурфінкель продовжує працювати.

### Після війни
Після війни разом із отцем Гласбергом та колишньою командою DCA Ніна Гурфінкель створила Центр соціальної орієнтації іноземців, який приймає біженців без громадянства. Центр піклується, зокрема, про літніх біженців, для яких у 1950-х роках було відкрито комфортні будинки престарілих. Ніна Гуркінкель працювала в центрі до 1967 року. Вона також відновила свою літературну діяльність. Продовжує працювати перекладачем і публікує дослідження з російського театру та літератури.

### Спогади
Спогади про Ніну Гурфінкель з'явилися в 1953 році у виданні Editions du Seuil. «Народження світу» розповідає про її життя в Росії до 1925 року, про життя у Франції з 1925 по 1945 рік. Вона присвячує себе безкомпромісному аналізу благодійності «під час війни. У південній зоні моральну та практичну підтримку інтернованим надавали благодійні організації, французькі чи міжнародні, єврейські чи неєврейські. Вони забезпечували депортованих їжею, одягом, влаштовували казарми, допомагали в адміністративних процедурах звільнення чи еміграції. Намагалися знайти довідки про звільнення, що призводило до депортації інших євреїв і часто лише затримувало їх депортацію на кілька конвоїв. Проте майже всіх вдалося врятувати. Вона також вказує на трагічні помилки Генерального союзу ізраїльтян Франції.

### Її єврейська ідентичність
Письменниця пояснює основу своєї єврейської ідентичності, хоч не була вихована в іудаїзмі. Вона пояснює, що, як і багато асимільованих євреїв, вона хотіла лише „розчинятися в неєврейському світі“.

### Сім'я
Вона є сестрою Джульєтти Пері, яка є дружиною Ісаака Пугача.
Ніна Гурфінкель померла в Діжоні в 1984 році, в будинку престарілих.

## Твори
- Сучасний російський театр, видання Альберта, 1930.
- Толстой без толстості, Сеуїл, 1946.
- Борюся зі своїм часом, т. 1, Народження світу; т. 2, Інша батьківщина, Сеуль, 1953.
- Костянтин Станіславський, „Ковчег“, Театр і дні», 1955.
- Станіславський і постановка « Одруження Фігаро», в Arras Interviews, CNRS, 1956.
- Драматург Микола Гоголь, L'Arche, 1956.
- Горький сам по собі, Поріг, 1961.
- Антон Чехов, Сегерс, 1966.
- Горький, Порог, 1977.
- Достоєвський, наш сучасник, Кальман-Леві, 1994